# URSS W6 OSOAVIAKHIM
L’URSS W6 OSOAVIAKHIM era un dirigibile semirigido realizzato in Unione Sovietica su progetto dell'ingegnere italiano Umberto Nobile. Il nome derivava dalla Società per la promozione della difesa, dell'aviazione e della chimica (in russo ОСОАВИАХИМ). Il W6 fu la più grande aeronave realizzata in Unione Sovietica e quella di maggior successo, avendo, nell'ottobre 1937, conquistato il record di volo continuato per un dirigibile. Il record di 130 ore e 27 minuti rimase imbattuto per 20 anni.
Su questa aeronave, come degli altri dirigibili realizzati in Unione Sovietica, si conoscono poche informazioni talvolta contraddittorie e di difficile verifica. Questo sia per la segretezza con cui operava l'Unione Sovietica, sia per la forte azione della propaganda che esaltava i risultati di un'operazione, lasciando nell'ombra gli aspetti relativi alla sua realizzazione e gli eventuali fallimenti correlati.

## Origini del progetto
Negli anni venti l'interesse verso le imprese dei grandi dirigibili, come l'LZ127 “Graf Zeppelin” e il Norge, avevano fatto emergere in Unione Sovietica la volontà di sviluppare un proprio programma nazionale.
Con lo scopo di far avanzare più rapidamente questo programma venne invitato in URSS l'italiano Umberto Nobile.
L'ingegnere e dirigibilista era caduto in disgrazia agli occhi del fascismo dopo il disastro del dirigibile "Italia" e in Italia gli investimenti nel settore dei dirigibili erano stati ridotti già dai tempi della spedizione del "Norge" poiché il Segretario di Stato per la Regia Aeronautica, Italo Balbo, aveva preferito concentrare gli sforzi produttivi nel settore dei più pesanti dell'aria. Quindi la proposta sovietica rappresentava un'opportunità sia per Nobile che per il fascismo che poteva così allontanare un personaggio ormai scomodo per la propria aeronautica. Inoltre un eventuale successo di Nobile all'estero avrebbe forse potuto essere utile a fini di propaganda.
Umberto Nobile raggiunse Mosca nel maggio 1932. All'inizio si trovò di fronte diversi ostacoli: lo stabilimento aeronautico non era altro che un hangar per dirigibili sprovvisto di officine meccaniche e di materiali. Successivamente Nobile fu trasferito all'addestramento degli equipaggi e dei tecnici destinati ai nuovi dirigibili. Solo nell'estate del 1933 fu possibile iniziare la costruzione dell'aeronave W6, dirigibile della stessa tipologia del Norge e dell'Italia.
Queste difficoltà derivavano dal fatto che in Unione Sovietica raramente simili progetti potevano essere affidati alla responsabilità di uno straniero. Indipendentemente da Nobile gli ingegneri sovietici avevano costruito un dirigibile semirigido da 9150 m³ che venne completato nell'agosto 1934 ricevendo la designazione W7. Il dirigibile rimase distrutto pochi giorni dopo il completamento per un incendio nell'hangar. (Secondo un'altra fonte il dirigibile W7 era un progetto congiunto di Nobile, Felice Trojani e Katanski, ed aveva un volume di 38 000 m³).
I lavori di Nobile sul dirigibile W6 continuarono, e il 5 novembre 1934 avvenne il volo inaugurale sotto il suo comando. Successivamente venne trasferita trionfalmente a Mosca nell'ambito delle celebrazioni per l'anniversario della Rivoluzione d'ottobre. Qui il dirigibile ricevette la designazione di "OSOAVIAKHIM" dal nome dell'organizzazione omonima.

## Record
Tutti i dirigibili realizzati da Nobile durante la sua permanenza in URSS tra il 1932 e 1936 erano destinati al trasporto passeggeri. L'URSS W6 era destinato a ricoprire la tratta tra Mosca e Swerdlowsk, ma in questa località mancavano hangar per dirigibili, piloni d'ormeggio e la possibilità di rifornire l'aeronave di gas. Solo nel 1936 fu approntato a Swerdlowsk un pilone d'ormeggio.
Nel 1937, sotto il comando del capitano Pankow, il dirigibile W6 fu protagonista di un record che rimase imbattuto per 20 anni. Dopo un test durato 79 ore percorrendo la tratta Mosca – Swerdlowsk – Mosca, fu deciso di proseguire il volo, per la durata complessiva di 130 ore e 27 minuti. Il volo ebbe luogo dal 29 settembre al 4 ottobre a partire dalla località di Dolgoprudnoi (Долгопрудной). La distanza percorsa complessivamente fu di circa 5 000 km.  Il record precedente di 108 ore apparteneva alla trasvolata atlantica del dirigibile britannico R34. Il 4 marzo 1957 il blimp ZPG-2 Snow bird batté questo primato volando andata e ritorno sull'Oceano Atlantico percorrendolo in 11 giorni, 15 205 km.
Questi viaggi servivano come preparazione per il servizio regolare. Le notizie sui viaggi successivi sono incerte.

## La fine
Nel febbraio del 1938 un gruppo di esploratori artici sovietici fu sorpreso dai movimenti dei ghiacci, rimanendo intrappolato sulla banchisa alla deriva prima di poter raggiungere la Groenlandia.
Al dirigibile W6 venne affidato il compito di localizzare gli esploratori. L'operazione sarebbe partita dalla città di Murmansk. Il volo di trasferimento da Mosca a Murmansk sarebbe servito anche per testare il comportamento dell'aeronave in un clima artico.
Durante il volo di trasferimento, alle 16:45 del 5 febbraio il dirigibile collise con il monte Neblo ("Небло") vicino Kandalakša ad un'altitudine di 324 m. Delle 19 persone a bordo del URSS W6 16 perirono nell'incidente e 3 rimasero ferite.
La versione ufficiale dell'incidente riporta che la mappa utilizzata ("pre-rivoluzionaria") era errata, abbassando i luoghi della disgrazia di 30 m rispetto al livello del mare. Una versione non ufficiale afferma invece che all'equipaggio fu detto di diffidare delle vecchie mappe; a causa delle scarsa visibilità il comandante Nikolai Gudovantsev ordinò di far salire il dirigibile fino a 800 m di quota, ma il comandante in seconda Iwan Pankow impiegò molto tempo per effettuare la manovra, probabilmente per paura di perdere l'orientamento a causa della mancanza di visibilità. Quindi il dirigibile giunse in prossimità del monte ancora alla quota di 300 m.
I dirigibilisti del URSS W6 "OSOAVIAKHIM" sono seppelliti nel cimitero di Nowodewichi a Mosca. I ricercatori rimasti bloccati sulla banchisa furono comunque soccorsi dai rompighiaccio.
Questo incidente rappresentò anche la fine del programma sovietico per i grandi dirigibili.
Nel 1968 presso il luogo dell'incidente sul monte Neblo, dove rimanevano ancora dei resti del dirigibile, fu posto un monumento dalle autorità e scuole locali.